# Stanislav Oliferchyk
Stanislav Oliferchyk (en ucraniano: Станіслав Оліферчик; 9 de mayo de 1996) es un deportista ucraniano que compite en saltos de trampolín. Ganó cuatro medallas en el Campeonato Europeo de Natación entre los años 2017 y 2024.

## Palmarés internacional
| Campeonato Europeo | Campeonato Europeo    | Campeonato Europeo | Campeonato Europeo         |
| Año                | Lugar                 | Medalla            | Prueba                     |
| ------------------ | --------------------- | ------------------ | -------------------------- |
| 2017               | Kiev (Ucrania)        | Medalla de plata   | Trampolín 3 m sincro mixto |
| 2018               | Glasgow (Reino Unido) | Medalla de bronce  | Trampolín 3 m sincro mixto |
| 2019               | Kiev (Ucrania)        | Medalla de oro     | Trampolín 3 m sincro mixto |
| 2024               | Belgrado (Serbia)     | Medalla de plata   | Equipo mixto               |